# Socialismo y derechos LGBT
Mientras que los derechos LGBT son vistos en el mundo occidental moderno como un asunto político de la izquierda, las minorías sexuales y las diferentes sexualidades no pertenecen como grupo a la izquierda o a la derecha política. Diferentes corrientes socialistas (de igual forma que las diferentes ideologías políticas de la derecha) tanto se han opuesto como han apoyado los derechos LGBT, a menudo haciendo coincidir sus actitudes con los valores mayoritarios de la sociedad. Al igual que con otros asuntos de la política sexual, como la pornografía, las actitudes frente a las minorías sexuales suelen diferenciarse entre autoritarios y libertarios, más que entre derechas e izquierdas; tal como indicó el sociólogo Jeffrey Weeks en 1989, la creencia de que la homosexualidad es algo que «debe ser desacreditado e impedido» puede ser uno de los poco puntos en común entre Fidel Castro y Margaret Thatcher.
Sin embargo, la izquierda radical y el movimiento LGBT han interactuado y se han enfrentado de forma especial desde que ambos surgieron a finales del siglo XIX en Europa. La mayoría de los autores coinciden en que históricamente el trato de la homosexualidad por parte del movimiento socialista es desigual. En particular, los estados socialistas autoritarios se han opuesto con fuerza a los derechos LGBT y aprobaron varias leyes criminalizando las relaciones homosexuales. Por otra parte, los activistas LGBT se identifican habitualmente con la izquierda y un número de figuras importantes dentro del socialismo (particularmente del socialismo libertario) han sido lesbianas, gais o bisexuales.

## Política sexual del socialismo utópico

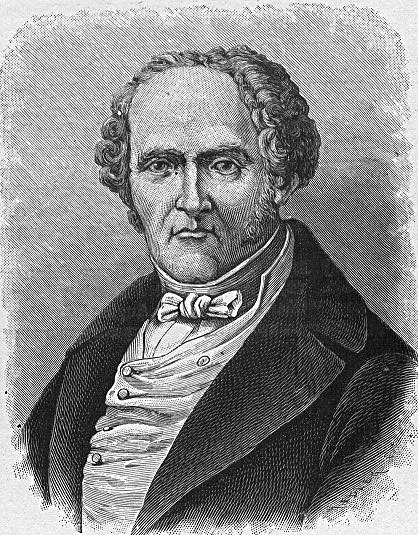
Charles Fourier, socialista utópico que creó la palabra feminismo en 1837 y defendió la homosexualidad.

Las primeras corrientes del pensamiento socialista moderno se agrupan a menudo bajo el término socialismo utópico. El «género» y la sexualidad eran preocupaciones de importancia para los principales pensadores del movimiento, como Charles Fourier y Henri de Saint-Simon en Francia y Robert Owen en Gran Bretaña, y en sus seguidores, muchos de los cuales eran mujeres. Para Fourier, por ejemplo, la verdadera libertad sólo podía alcanzarse sin amos, sin el ethos del trabajo y sin la supresión de las pasiones; la supresión de las pasiones no es sólo destructiva para el individuo, sino para la sociedad en su conjunto. Escribiendo antes de la invención de la palabra homosexual, Fourier reconocía que tanto hombres como mujeres tenían un amplio espectro de necesidades y preferencias sexuales que podían cambiar a lo largo de la vida, incluyendo la sexualidad entre personas del mismo sexo y la androgénité. Defendía que todas las expresiones sexuales deberían ser disfrutadas, mientras no se abusara de las personas, y que «afirmar las propias diferencias» de hecho podía mejorar la integración social.
Sin embargo, estas ideas serían descartadas por los influyentes pensadores socialistas Karl Marx y Friedrich Engels, que menospreciaban a los socialistas utópicos por ser ingenuos y por no tener una comprensión adecuada de la sociedad. Marx y Engels defendían que sería imposible agradar a todos y poco realista esperar una transformación radical por medios pacíficos; decían que las ideas de los socialistas utópicos eran «fantasías, que hoy sólo nos hacen sonreír.» Marx condenaba la libertad sexual defendida por Fourier y Saint-Simon como una recaída al estado «bestial» de «prostitución universal». El historiador Saskia Poldevaart (1995) afirma que:

Se renegó de la sexualidad y del problema de la feminidad/masculinidad como asuntos legítimos según el marxismo iba ganado terreno. Los métodos del socialismo utópico —cambio de las relaciones de producción, así como de las relaciones entre los sexos, estudiando como problema la sexualidad, la familia y la distinción entre lo público y lo privado— fueron reducidos por el marxismo a la lucha de clases; el fin del socialismo utópico —nuevas relaciones sociales entre las personas— fue restringido a un nuevo orden económico y una redistribución de los bienes materiales.
Saskia Poldevaart

## Marx, Engels, Ulrichs y Schweitzer

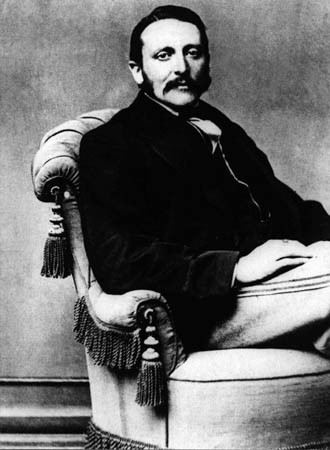
Jean Baptista von Schweitzer, socialista alemán detenido por homosexualidad en 1862.

Desde los inicios del movimiento homosexual europeo, activistas como Karl-Heinrich Ulrichs y Magnus Hirschfeld se acercaron a la izquierda en busca de apoyo. Durante la década de 1860, Ulrichs escribió a Karl Marx y le envió una serie de libros sobre la emacipación del uranismo (homosexualidad/transgénero) y en 1869 Marx le pasó uno de los libros de Ulrichs a Engels. Engels respondió a Marx asqueado en una carta personal, arremetiendo contra «pederastas» que son «extremadamente contra natura» y describió la plataforma de defensa de los derechos de los homosexuales de Ulrichs como «convertir obscenidades en teorías». Estaba preocupado de que las cosas salieran mal para los heterosexuales, como él mismo y Marx, si los homosexuales ganaran derechos.
Tanto Ulrichs como Marx conocían el caso de Jean Baptista von Schweitzer, un importante sindicalista que había sido acusado de intentar inducir al sexo a un adolescente en un parque en 1862. El líder socialdemócrata Ferdinand Lassalle defendió a Schweitzer con el argumento de que, mientras personalmente consideraba la homosexualidad como algo sucio, el movimiento sindicalista necesitaba demasiado el liderazgo de Schweitzer como para abandonarlo, y los gustos sexuales personales no tenían «absolutamente nada que ver con el carácter político de un hombre». Por otro lado, Marx sugirió que Engels debía emplear el asunto para difamar a Schweitzer: «Debes conseguir que algunos chistes sobre él lleguen a Siebel, para que los entregue a diversos periódicos.» Sin embargo, Schweitzer continuaría hasta convertirse en el presidente del Allgemeinen Deutschen Arbeitervereins («Unión general de trabajadores de Alemania») y el primer parlamentario socialdemócrata elegido en Europa.
Engels condenó la homosexualidad entre hombres en la antigua Grecia en dos pasajes distintos de El origen de la familia, la propiedad privada y el Estado, describiéndola como «moralmente deteriorada», «abominable», «despreciable» y «degradante». Marx aparentemente compartía el punto de vista de Engels, escribiendo que «la relación de un hombre con una mujer es la relación más natural de un ser humano con un ser humano» y describiendo al autor de textos fomentando la libertad sexual como un Schwanzschwulen («estúpido maricón»). De acuerdo con los autores socialistas Hekma, Oosterhuis y Steakley, Marx y Engels veían cualquier forma de sexualidad fuera del matrimonio heterosexual monógamo como una forma de degeneración, fomentada por el capitalismo, que podía ser curada con el socialismo. De acuerdo con Engels, los «principios morales naturales» florecerían en el futuro socialista, cuando «la monogamia [heterosexual] finalmente se convierta en realidad —también para el hombre—, en lugar de la decadencia» y los homosexuales simplemente desaparecerían.
El libro Woman under Socialism (1879) de August Bebel, la «obra que trata principalmente sobre sexualidad más leída por los militantes de base del SPD», era incluso más explícito en sus advertencias a los socialistas sobre los peligros de la homosexualidad. Bebel atribuía este «crimen contra natura», tanto en hombres como en mujeres, a la indulgencia sexual y los excesos, describiéndolo como un vicio de las clases altas metropolitanas y extranjeras.

## El círculo de Magnus Hirschfeld
La principal figura del movimiento LGBT en la Alemania del cambio de siglo hasta la llegada al poder del régimen nazi en 1933, fue sin duda Magnus Hirschfeld. Hirschfeld, que también era socialista y apoyaba el feminismo de primera hora, formó el Comité científico humanitario para luchar contra el artículo 175 del código penal que prohibía las relaciones homosexuales. La organización de Hirschfeld hizo un trato con el Partido Socialdemócrata de Alemania (SPD), del cual Lassalle y Schweitzer habían sido miembros, para que introdujeran una proposición en el Reichstag en 1898 para eliminar el artículo, pero el resto de la cámara se opuso y la proposición no pasó.
La mayoría de los activistas homosexuales de la época defendían políticas socialistas, incluyendo Kurt Hiller, Richard Linsert, Johanna Elberskirchen y Bruno Vogel.

## Anarquismo y derechos LGBT

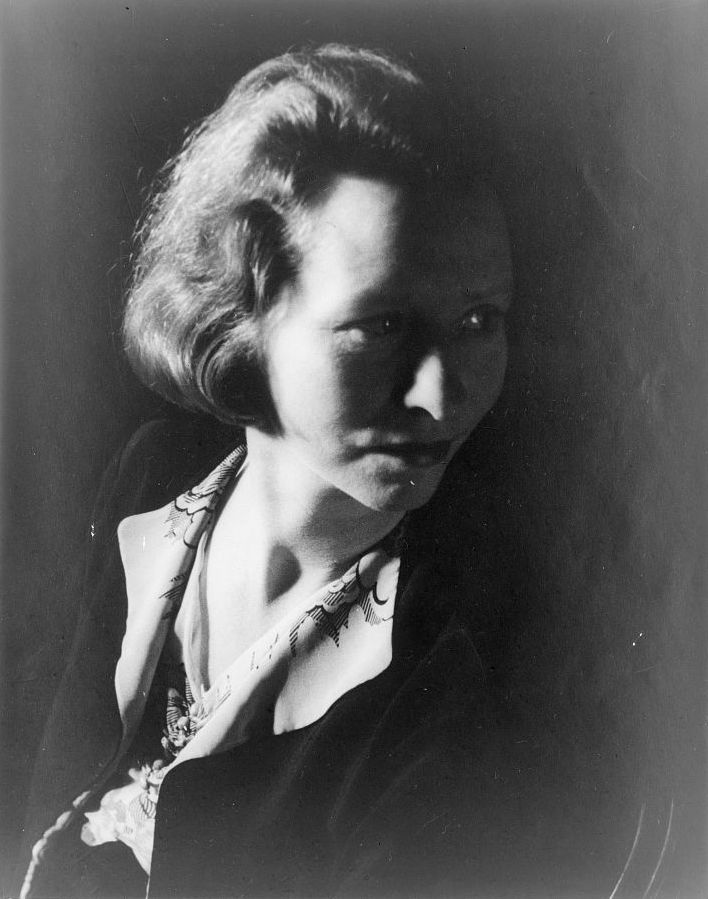
Edna St. Vincent Millay, anarquista bisexual estadounidense y defensora del 'amor libre'.

Suele vincularse al anarquismo con el socialismo por sus conexiones históricas con el movimiento obrero. Por otra suele vincularse el anarquismo a los derechos LGBT por los principios libertarios de soberanía individual y asociación voluntaria, del que se deriva el amor libre.
Los contemporáneos de Marx y Engels, Mijaíl Bakunin y Sergéi Necháyev fueron influyentes anarquistas y, según afirman algunos, amantes. No escribieron sobre la liberación sexual o hablaron públicamente sobre ningún romance, pero su apasionada relación se puede ver en sus cartas privadas. Bakunin escribió a Necháyev el 2 de junio de 1870, después de que este lo traicionase: «Te he amado profundamente y aun te amo, Necháyev [...] ¡cuan profundamente, cuan apasionadamente, cuan tiernamente te he amado y he creído en ti!»
En The Soul of Man Under Socialism («El alma del hombre bajo el socialismo») de Oscar Wilde, defiende apasionadamente una sociedad igualitaria en la que la riqueza sea compartida voluntariamente por todos, mientras advierte de los peligros del socialismo autoritario que quiere aplastar el individualismo. Más tarde comentó, «Creo que soy bastante más que un socialista. Soy un tanto anarquista, creo.» El pensamiento político anarcosocialista de Wilde era compartido con otras figuras que abogaban por la emancipación homosexual a finales del siglo XIX, como fueron  John Henry Mackay y Edward Carpenter. Varios autores han señalado que en la izquierda europea de inicios del siglo XX, predominaba un clima de hostilidad hacia la homosexualidad; la mayoría de los que apoyaban la libertad sexual, como la homosexualidad, eran anarquistas.

### Amor libre y anarquía
En Europa y Estados Unidos, el movimiento del amor libre combinaba ideas revividas del socialismo utópico con el anarquismo y el feminismo para atacar la moralidad sexual «hipócrita» de la era victoriana y las instituciones del matrimonio y la familia que pensaban que esclavizaban a las mujeres. Los partidarios del amor libre defendían las uniones sexuales voluntarias sin interferencia estatal y defendían el derecho al placer sexual tanto para mujeres como para hombres, a veces defendiendo explícitamente los derechos de homosexuales y prostitutas. Durante unas pocas décadas, la adhesión al «amor libre» fue generalizado entre los anarquistas europeos y norteamericanos, pero los principales actores en la izquierda se oponían a este punto de vista: marxistas y socialdemócratas. La feminista radical y socialista Victoria Woodhull fue expulsada de la Primera Internacional en 1871 por su implicación en los movimientos del amor libre y similares. De hecho, con el apoyo de Marx, la rama americana de la organización fue purgada de sus pacifistas. Elementos antirracistas y feministas, que habían sido acusados de poner demasiado énfasis en asuntos no relacionado con la lucha de clases, fueron considerados incompatibles con el «socialismo científico» de Marx y Engels.
El Verband Fortschrittlicher Frauenvereine («Liga de asociaciones de mujeres progresistas»), una organización de izquierdas de finales del siglo XIX en Alemania dirigida por Lily Braun, hizo campaña a favor de la legalización de la homosexualidad en Alemania e intentó organizar a las prostitutas en sindicatos. El movimiento sindicalista mayoritario intentó atacar a la liga, diciendo que eran utópicos o los ignoraron, y Braun fue expulsada del movimiento marxista internacional. Helene Stöcker, otra gran activista de izquierdas dentro del movimiento femenino, se implicó profundamente en el movimiento de reforma sexual en 1919, tras la I Guerra Mundial, y trabajó en el consejo de dirección del Institut für Sexualwissenschaft. También hizo campaña para proteger a las mujeres solteras y sus hijos de la persecución económica y moral.
Al otro lado del Atlántico, en el Greenwich Village de Nueva York, las feministas y socialistas «bohemios» luchaban por la autorrealización y el placer para la mujer (y el hombre) en el aquí y ahora, además de hacer campaña contra la I Guerra Mundial y a favor de otras causas anarquistas y socialistas. Estimularon el juego con los roles sexuales y la sexualidad, destacándose la abiertamente bisexual radical Edna St. Vincent Millay y la anarquista lesbiana Margaret Anderson, entre otras. Estas habitantes del Greenwich Village se inspiraron en las inmigrantes trabajadoras (en su mayoría anarquistas) del periodo entre 1905 y 1915 y del New Life Socialism de Edward Carpenter, Havelock Ellis y Olive Schreiner. Los grupos de discusión organizados en el Greenwich Village eran frecuentados por la anarquista rusa Emma Goldman, entre otras. Magnus Hirschfeld comentó en 1923 que Goldman «hizo campaña de forma valiente y firme por los derechos individuales y especialmente por aquellos a los que se negaban sus derechos. Así, resulta que fue la primera y única mujer, de hecho, la primera y única Norteamericana, que tomó la defensa del amor homosexual ante el público general.» De hecho, antes de Goldman, el anarquista heterosexual Robert Reitzel (1849–98) ya había hablado de forma positiva sobre la homosexualidad desde inicios de la década de 1890 en su periódico en lengua alemana Der arme Teufel (Detroit).

### Anarquistas europeos homosexuales
La idea anarquista de colocar las libertades individuales en primer plano, hizo que su unión con la homosexualidad fuera algo natural a ojos de muchos, tanto dentro como fuera del movimiento. Emil Szittya, en Das Kuriositäten-Kabinett (1923; «El gabinete de curiosidades»), escribió sobre la homosexualidad que «muchos anarquistas tienen esta tendencia. Así encontré en París a un anarquista húngaro, Alexander Sommi, que fundó un grupo anarquista homosexual basándose en esta idea.» Su noticia es confirmada por Magnus Hirschfeld en su libro de 1914 Die Homosexualität des Mannes und des Weibes («La homosexualidad del hombre y de la mujer»): «En el rango de los partidos relativamente pequeños, me parece que se encuentran proporcionalmente más homosexuales y afeminados en el anarquista que en otros.» El anarquista italiano Luigi Bertoni (que Szittya pensaba que también era homosexual), observó que «Los  anarquistas demandan libertad en todos los campos, por lo tanto también en la sexualidad. La homosexualidad lleva a un sano sentido del egoísmo, que todo anarquista debe esforzarse por conseguir.»
El escritor anarcosindicalista Ulrich Linse escribió sobre «una figura claramente perfilada en el ambiente cultural anarquista individualista de Berlín hacia 1900», el «precoz Johannes Holzmann», conocido como Senna Hoy: «adherente al amor libre, [Hoy] celebraba la homosexualidad como la "campeona de la cultura" y se implicó en la lucha contra el artículo 175.» EL joven Hoy (nacido en 1882) publicó estos puntos de vista en su revista semanal, Kampf, a partir de 1904, revista que llegó a tener una circulación de 10 000 ejemplares en el año siguiente. El anarquista y psicoterapeuta alemán Otto Gross también escribió extensamente sobre la homosexualidad, tanto en hombres como mujeres, y argumentó en contra de su discriminación. En las décadas de 1920 y 1930, el editor anarquista individualista Émile Armand hizo campaña a favor de la aceptación del amor libre, incluyendo la homosexualidad, en su periódico L’en dehors. El anarquista individualista Adolf Brand no se unió al Comité científico humanitario de Hirschfeld, sino que formó un grupo aparte. Brand y sus colegas, conocidos como Gemeinschaft der Eigenen, estaban muy influenciados por el anarquista homosexual John Henry Mackay. El grupo despreciaba el afeminamiento y veía la homosexualidad como una expresión de virilidad masculina disponible a todos los hombres, adoptando una forma de Lieblingminne (amor cortés) nacionalista y masculino que más tarde se relacionaría con el ascenso del nazismo. Se oponían a la caracterización médica de Hirschfeld de la homosexualidad como el dominio de un «sexo intermedio». Brand coqueteaba con el antisemitismo y desdeñaba al judío Hirschfeld. Ewald Tschek, otro escritor anarquista homosexual de la época, contribuía regularmente en la revista de Brand, Der Eigene, y escribió en 1925 que el Comité científico humanitario de Hirschfeld era un peligro para los alemanes, caricaturizando a Hirschfeld como Dr. Feldhirsch («Doctor Ciervo»).

### Homofobia anarquista
A pesar de estas posiciones de apoyo, el movimiento anarquista de la época desde luego no estaba libre de homofobia: una editorial de 1935 de La Revista Blanca, muy influyente en España, argumentaba que un anarquista no se debía «asociar» con los homosexuales y todavía menos ser uno: «Si eres un anarquista, eso quiere decir que eres moralmente superior y físicamente más fuerte que el hombre común. Y aquel al que le gustan los invertidos no es un hombre auténtico y por lo tanto no es un anarquista auténtico.» Esas actitudes han continuado en el movimiento anarquista hasta el presente. El teórico político anarcocomunista Daniel Guérin, él mismo bisexual, señaló que Pierre-Joseph Proudhon, el pensador «original» del anarquismo, era un puritano sexual, que condenaba la homosexualidad como un fenómeno burgués y no de las clases trabajadoras.

## Fascismo y homosexualidad en la imaginación de la izquierda

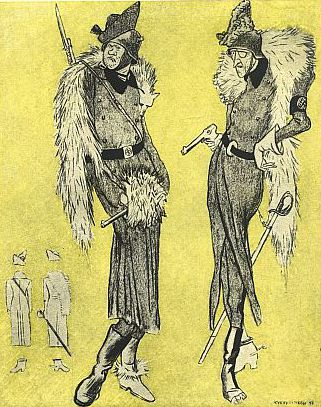
Propaganda soviética antinazi, 1941.

El comunista ruso Máximo Gorki afirmó en su ensayo Humanismo proletario en 1934: «Exterminad a los homosexuales y el fascismo desaparecerá.» Mientras que los análisis marxistas ortodoxos del fascismo lo retrataban generalmente como un estado avanzado del capitalismo, escritores de izquierdas que han propuesto teorías psicosexuales relacionando el fascismo y la homosexualidad incluyen a los históricos marxistas de la escuela de Fráncfort Erich Fromm, Theodor Adorno y Max Horkheimer y más tarde Jean-Paul Sartre y Jacques Lacan. La historiadora Carolyn Dean señala que los miembros de la izquierda alemana de entreguerras fueron los primeros en proponer la relación. El periódico Münchner Post del Partido Socialdemócrata de Alemania publicó una serie de artículos titulados Nacionalsocialismo y homosexualidad con titulares como Stammtisch 175 y Hermandad de mariquitas en la casa marrón. El periódico Rheinische Zeitung, también perteneciente al SPD, advertía «Padres, proteged a vuestros hijos de la "preparación física" de las Juventudes Hitlerianas.» Harry Oosterhuis, escribiendo sobre el antifascismo de la década de 1930, observa que «teóricos socialistas como Wilhelm Reich tendían a ver la homosexualidad sociológica y psicológicamente como una aberración de la derecha, nacionalista y sobre todo fascista [...] En contra de la supuesta inmoralidad y perversión de los nazis, los antifascistas hacían hincapié en su propia racionalidad y pureza.» Mark Meyes escribió: «Efectivamente, aunque los historiadores lo han ignorado en su mayor parte, una gran cantidad de evidencia sugiere que la construcción del hombre fascista afeminado y/u homosexual ha circulado en la cultura occidental sin interrupción desde la década de 1930.»

## Lenin

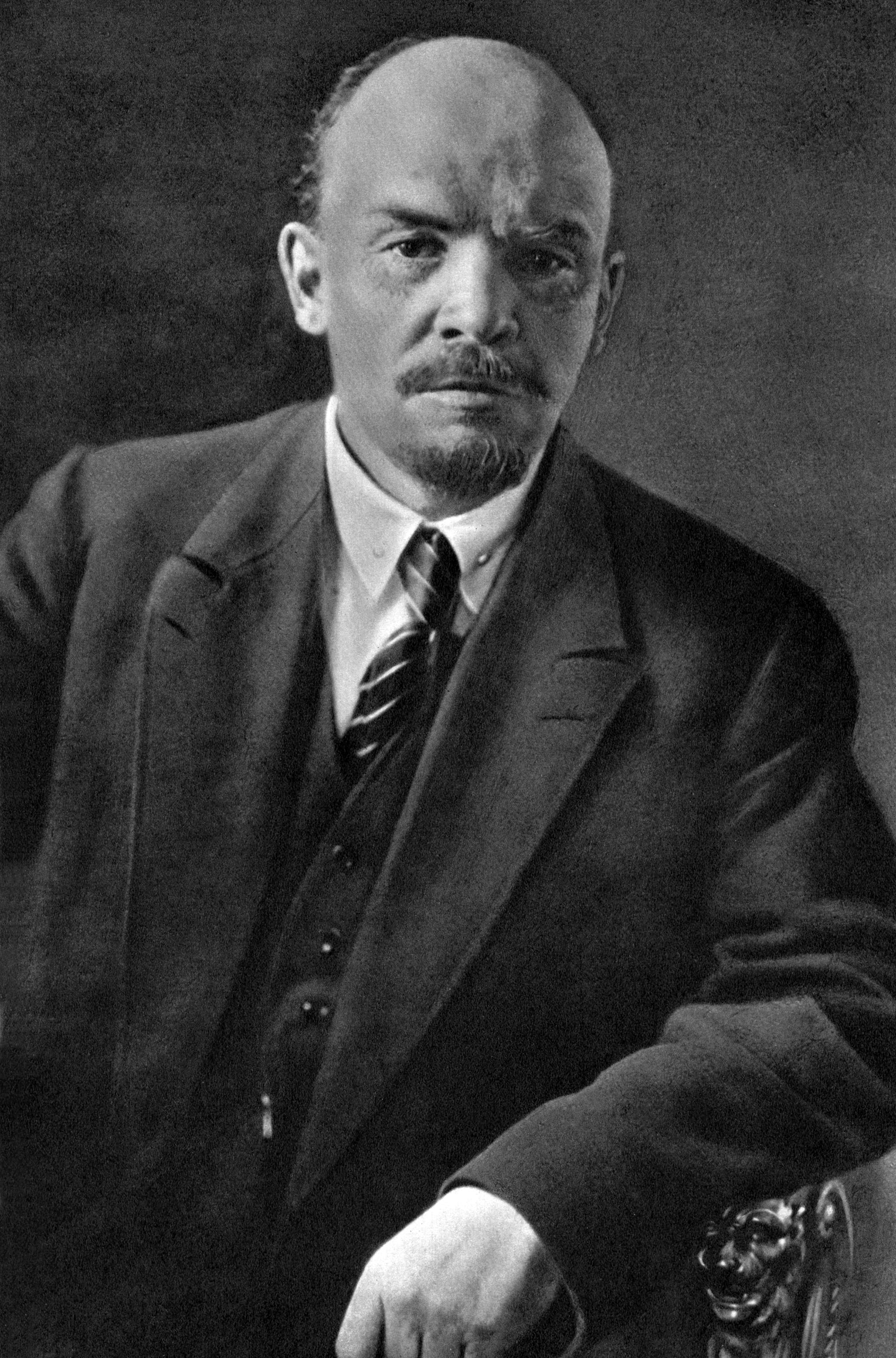
Vladimir Lenin veía la política sexual como una distracción burguesa de la revolución basada en las clases sociales.

Las pocas declaraciones conservadas que Lenin realizó sobre la sexualidad están dedicadas a la crítica de los argumentos de la libertad sexual como un asunto legítimo de la izquierda. Un grupo de escritores izquierdistas escribió: «De acuerdo a Lenin, la misma noción de emancipación sexual era típica de sociedades capitalista y un síntoma de degeneración burguesa.» Clara Zetkin anotó las palabras de Lenin:

Me parece que la superabundancia de teorías sexuales [...] surge del deseo de justificar la propia vida sexual anormal o excesiva ante la moralidad burguesa y de suplicar por tolerancia hacia uno mismo. Este velado respeto por la moralidad burguesa me es tan repugnante como arraiga en todo aquello que tiene que ver con el sexo. No importa lo rebelde y revolucionario que pueda parecer, al final del análisis es completamente burgués. Es, principalmente, un hobby de los intelectuales y de las secciones más próximas a ellos. No hay sitio para ello en el partido, en el proletariado consciente de las clases y luchador.
Clara Zetkin

Sin embargo, deber decirse que Lenin no estaba criticando la emancipación sexual; de hecho, la cita anterior es una crítica a aquellos socialistas que intentan justificar la emancipación en el contexto de la moralidad burguesa.[cita requerida]

## Estados socialistas
EL punto más bajo en la historia de la relación entre socialismo y homosexualidad comienza sin duda con el ascenso de Iósif Stalin en la URSS y continúa con la era del comunismo de estado en la URSS, Alemania Oriental, China y Corea del Norte. En todos los casos, las condiciones de las minorías sexuales y personas transgénero empeoraron en los estado comunistas tras la llegada de Stalin. Cientos de miles de homosexuales fueron internados en gulags durante la Gran Purga, donde muchos de ellos fueron maltratados hasta la muerte. Algunos intelectuales occidentales retiraron su apoyo al comunismo tras ver la severidad de la represión en la URSS, incluyendo al escritor gay André Gide.
La historiadora Jennifer Evans relata que el gobierno de Alemania Oriental «alternaba entre el punto de vista [de la actividad homosexual] como un resto de la decadencia burguesa, un signo de debilidad moral y una amenaza a la salud social y política de la nación.» Estas tres caracterizaciones imbuían las políticas y prácticas de todos los estados comunistas, además de aquellas organizaciones socialistas y comunistas que seguían su ejemplo.
La productividad y la uniformidad eran primordiales en los estados comunistas y las minorías sexuales eran vistas como improductivas y no conformistas; los comunistas asociaban generalmente el afeminamiento masculino con el lujo, el ocio y las clases altas. Hombres afeminados y homosexuales fueron forzados en algunos casos a participar en programas de «reeducación» que implicaban trabajos forzados, terapia de conversión, drogas psicotrópicas o encierro en hospitales psiquiátricos.
El escritor gay y revolucionario cubano Reinaldo Arenas recordaba que, poco después de que el gobierno comunista de Fidel Castro llegase al gobierno, «comenzó la persecución y se abrieron campos de concentración [...] el acto sexual se convirtió en tabú, mientras que el "nuevo hombre" era proclamado y la masculinidad exaltada.» Programas similares de «reforma moral» fueron instituidos en la URSS, la China comunista y en Alemania Oriental, como parte de la construcción de una sólida base para las nuevas repúblicas socialistas. Tras el levantamiento de 1953 en Alemania Oriental, el gobierno defendió la familia tradicional, mientras que la homosexualidad era considerada como contraria a las «sanas costumbres de los trabajadores». Y se persiguió aplicando el ya existente artículo 175 del código penal, que también habían aplicado los nazis. Donde no había existido legislación contra la sodomía se introdujo, en la URSS en 1934 se añadió al código penal el artículo 122 que condenaba las relaciones homosexuales con penas de hasta cinco de prisión, ocho con agravantes. 
Todos los estados comunistas habían prohibido las asociaciones de gais y lesbianas, tanto sociales como políticas, y habían proscrito la publicación de material LGBT. A menudo, en particular durante las décadas de 1950 y 1960, los homosexuales fueron denunciados, despedidos de sus trabajos, encarcelados, deportados y, en algunos casos, castrados o incluso ejecutados. Tal como fue el caso en muchas otras partes del mundo, las condiciones mejoraron enormemente durante las décadas de 1980, 1990 y comienzos del siglo XXI.

### China: 1949 - 2008
Mientras que la cultura tradicional china tenía un lugar para algunas formas de homosexualidad y comportamiento transgénero, el colapso de la dinastía Qing en 1911 marcó el fin de una era. El recién creado Movimiento del Cuatro de Mayo «socialista» miraba hacia el futuro, olvidándose del pasado, y China comenzó a adoptar los modelos médicos occidentales que veían a la homosexualidad como una anormalidad.
Hacia finales de la era Qing, la revolucionaria de izquierdas Qiu Jin era conocida por romper las costumbres llevando ropa occidental masculina. También luchó por los derechos de las mujeres. Fue ejecutada en 1907 tras tomar parte en un levantamiento que fracasó.
Más tarde, tras la proclamación de la República Popular China por el Partido Comunista en 1949, la represión de la homosexualidad se hizo más severa. Los líderes comunistas chinos consideraban la homosexualidad como una perversión capitalista que debía ser eliminada para asegurar la liberación de las clases trabajadoras y campesinas. Aunque no existía ninguna ley específicamente contra la homosexualidad, las personas sospechosas de homosexualidad eran condenadas a severas penas de cárcel, a castración forzada o incluso a la pena de muerte  [cita requerida], bajo una serie de vagas leyes diseñadas para mantener el orden social. Las políticas antihomosexuales también fueron hechas valer a través del ostracismo y algunos programas sociales como los matrimonios obligatorios.
En 1997, el gobierno chino anunció que no iba a seguir considerando las relaciones homosexuales voluntarias entre adultos en privado como un crimen y en 2001 el gobierno afirmó que la homosexualidad iba a dejar de considerarse una enfermedad mental. Sin embargo, la censura gubernamental de los medios de comunicación prohíbe referencia a la homosexualidad por «ir en contra del modo de vida sano de China.» Desde 2001, ONGs que ayudan y apoyan a personas enfermas de HIV/sida han sido acosadas, impedidas o forzadas a cerrar. En Henan, jóvenes activistas que crearon un orfanato para niños con sida fueron maltratados y encarcelados, y muchas personas que viven con VIH/sida que han buscado ayuda médica para sus hijos han sido acosados y encarcelados. Las autoridades chinas han cerrado páginas web que ofrecían información al colectivo LGBT y en diciembre de 2005 el planeado festival cultural gay y lésbico de Peking fue prohibido por las autoridades, acabando en una redada policial.

## 1945 - 1968: el movimiento homófilo — «políticamente neutro»
Tras la II Guerra Mundial, un ambiente sexualmente conservador dominaba tanto en la derecha como en la izquierda. El Macarthismo en los Estados Unidos creía que un «submundo homosexual» estaba envuelto en la «conspiración comunista», mientras que la URSS continuaba encarcelando a homosexuales por su «vicio burgués capitalista». Se crearon una serie de grupos por los derechos de los homosexuales en los países occidentales, en Gran Bretaña, Alemania, Holanda, los Países Escandinavos y Estados Unidos. Estos grupos, conocidos como el «movimiento homófilo», eran en su mayor parte políticamente neutrales, aunque sus orígenes fueran diversos: la estadounidense Mattachine Society y la holandesa COC tenían su origen en la izquierda, mientras que el círculo de la francesa Arcadie se originó en la derecha.
Harry Hay, a quien muchos consideran el padre del movimiento de derechos gais en los Estados Unidos, fue inicialmente sindicalista. En 1934, organizó una importante huelga de trabajadores que duró 83 días en el Puerto de San Francisco, con su amante, el actor Will Geer. A pesar de ser un miembro activo del Partido Comunista, el hecho de fundar la Mattachine Society a principios de la década de 1950 causó que lo expulsaran bruscamente. Unos años antes, en 1949, el poeta y director de cine marxista Pier Paolo Pasolini también había sido expulsado del Partido Comunista en Italia tras haber sido arrestado por un acto homosexual. La homosexualidad seguiría siendo una razón de expulsión en la mayoría de los grupos socialistas y comunistas durante décadas.

## 1968 - 1985

### Emancipación gay y la nueva izquierda
La emergencia de los nuevos movimientos sociales en la década de 1960 y 1970, forzó a la izquierda a revisar sus relaciones con el sexo, la sexualidad y las política de la identidad. El feminismo socialista criticaba el marxismo por no ocuparse de forma adecuada de la opresión de la mujer y hacerlo desaparecer bajo el manto de una amplia opresión de clase. 
Surgiendo de una serie de acontecimientos, como la insurrección de mayo del 68 en Francia, la oposición a la guerra de Vietnam en los Estados Unidos y los disturbios de Stonewall de 1969, organizaciones militantes de liberación gay comenzaron a surgir en todo el mundo. Muchas veían sus raíces en el radicalismo de izquierda, más que en los grupos homófilos establecidos en la época, como fue el caso del Gay Liberation Front de EE. UU. y Gran Bretaña, el Gay Left Collective de Gran Bretaña, Fuori! de Italia, FHAR de Francia, Rotzschwule de Alemania y Red Faggots de los Países Bajos.
Los líderes y escritores del movimiento de liberación o emancipación gay también llegaban desde posiciones de izquierda, como Dennis Altman, Martin Duberman, Steven Ault, Brenda Howard, John D'Emilio, David Fernbach (escribiendo en inglés), Pierre Hahn y Guy Hocquenghem (en francés) y el italiano Mario Mieli. Algunos se inspiraban en Eros y civilización de Herbert Marcuse, que intentaba sintetizar las ideas de Karl Marx y Sigmund Freud. Aunque la radical Angela Davis había estudiado con Marcuse y fue muy influenciada por él, no reconoció su homosexualidad públicamente hasta 1999.
En Francia, el activista gay y teórico político Guy Hocquenghem, al igual que muchos otros, desarrolló su compromiso con el socialismo tras participar en la insurrección de mayo del 68 —a pesar de que los jóvenes radicales de izquierda soixante-huitards eran inicialmente hostiles a la «supuestamente burguesa homosexualidad». Hocquenghem, como Harry Hay en los EE. UU., fue un miembro activo del Partido Comunista Francés que fue expulsado por su homosexualidad. Más tarde se unió al Front Homosexuel d'Action Révolutionnaire (FHAR), formado por lesbianas radicales que se habían separado del Mouvement Homophile de France en 1971, incluyendo a la ecofeminista Françoise d'Eaubonne. Ese mismo año, el FHAR se convirtió en el primer grupo homosexual que se manifestó públicamente en Francia, cuando se unieron a la marcha anual de los sindicatos y los partidos de izquierda del Primero de mayo. sin embargo, muchos de los tradicionalistas se opusieron a su presencia: «los comunistas declararon de forma característica en 1972 que "este desorden no representa la avanzadilla de la sociedad, sino que representa la podredumbre del capitalismo en su declive"».
Los grupos socialista en el mundo anglosajón respondieron a la liberación gay de dos posibles formas. Algunos, especialmente los que obtenían su ejemplo de la Unión Soviética o China, como el Partido Comunista de los EE. UU. y el Partido Comunista (marxista-leninista) de EE. UU., continuaron oponiéndose a los derechos de los gais y expulsando a los miembros homosexuales. La política del Partido Comunista Revolucionario de EE. UU. de que «se deberá luchar para eliminar [la homosexualidad] y reformar a los homosexuales» no fue abandonada hasta 2001.
Otros socialistas lamentaban el declive percibido en la izquierda tradicional y el desplazamiento del foco del movimiento obrero a lo que consideraban «asuntos secundarios» de la clase media, que distraían o diluían la lucha de clases. Muchas organizaciones socialistas comenzaron a reconocer la «opresión de gais y lesbianas», pero se oponían a cualquier organización separada. La influyente e importante Partido Socialista de los Trabajadores de Estados Unidos editó un informe afirmando que la opresión de los gais tenía menos peso que la lucha de los negros y las mujeres, y prohibía a los miembros implicarse en organizaciones políticas gais. También creían que un trato demasiado cercano con el movimiento de liberación gay daría al partido una «imagen exótica» y los alienaría de las masas.
En 1977, un grupo de críticos de cine socialistas observaron que «la izquierda, en líneas generales, ha sido muy reacia a apoyar a la liberación gay y gran parte de la izquierda se han opuesto activamente, reproduciendo lo peor de las actitudes anti-gais de la sociedad heterosexual.» Según iba ganado terreno el movimiento de emancipación gay, las políticas de algunas organizaciones socialistas evolucionaron y un pequeño número de grupos comenzaron a luchar activamente por los derechos gais. Ejemplos notables son el feminista Freedom Socialist Party y el Socialist Party USA, este último siendo el primer partido político de EE. UU. que nominó a un hombre abiertamente homosexual a la presidencia, David McReynolds, en 1980.

### Leyes contrarias a la homosexualidad y derechos civiles
Mientras tanto, por lo menos en el mundo occidental, se había desarrollado y extendido desde la década de 1960 la corriente política de los derechos civiles para las minorías, que contribuyó a la emancipación gay, pero también se vio promovida por este. Varios países y divisiones administrativas comenzaron a revocar las leyes de sodomía —muchas veces por gobiernos socialistas o laboristas, mientras que otros eran liberales, cristianodemócratas  o incluso conservadores. A veces, la legalización de determinados actos sexuales coincidía con un incremento en la persecución de los homosexuales; esto ocurrió en Inglaterra y Francia, mientras ambos estaban bajo gobiernos socialdemócratas.

## 1985 - presente
En los últimos años, las comunidades LGBT han conseguido importantes avances sociales y políticos, mientras que la izquierda tradicional ha decaído. Como resultado, la izquierda está más dispuesta a aceptar o incluso apoyar la diversidad de la sexualidad más de lo que lo han hecho históricamente, mientras que las figuras públicas LGBT son más bien reacias a apoyar a la izquierda. En países con una gran aceptación social de la homosexualidad, ha surgido la nueva voz de los gais conservadores —aunque el conservadurismo político también ha sido considerado como un fuerte indicio del prejuicio con respecto a gais y lesbianas. Algunas personas de la izquierda culpan a la «política de identidades» (que incluye a los movimientos sociales LGBT).

### Nueva Zelanda
En Nueva Zelanda, el Socialist Action League fue uno de los primeros defensores de los derechos de gais y lesbianas. Esta organización trosquista enviaba activistas «de campo» para manifestarse en causas como contrademostraciones a favor del aborto frente a activistas antiaborto en clínicas abortistas locales o para apoyar la reforma legal a mitad de la década de 1980.
La Organización Internacional Socialista de Nueva Zelanda mostró su apoyo a los derechos de los gays en su revista Socialist Review y el Workers Party incluye los derechos de los gais como una parte de su plataforma política.

### Estados Unidos
A comienzos del siglo XXI, lesbianas, gais, bisexuales y transgénero tienen un mayor poder político del que nunca han tenido antes, mientras que la izquierda socialista/comunista está muy reducida. La probabilidad de que las comunidades y movimientos políticos LGBT se identifiquen con la política de izquierdas ha alcanzado su mínimo[cita requerida] —un sondeo a boca de urna nacional durante las elecciones presidenciales de 2000, daba que un cuarto de los gais y lesbianas había votado al candidato conservador George W. Bush, aunque la misma encuesta mostraba que un 70% había votado a Al Gore y el 5% restante a Ralph Nader.[cita requerida]
Algunos sectores de la derecha, haciendo énfasis en las libertades individuales más que en el conservadurismo social, han comenzado a defender una perspectiva libertaria de los derechos LGBT; grupos gais, como el Log Cabin Republicans y el Independent Gay Forum, critican la «ortodoxia de izquierdas» del movimiento LGBT y la promiscuidad y afeminamiento percibida en la cultura gay, mientras defienden los «valores tradicionales» americanos. La comunidad empresarial de EE. UU. ha adoptado en buena medida políticas antidiscriminatorias que cubren la orientación sexual, incluyendo 460 de las listadas en Fortune 500 (en 2006). Sin embargo, la oposición más ruidosa a los derechos LGBT proviene de la derecha religiosa y, de forma general, la izquierda continúa apoyando más los derechos de las minorías sexuales y las diferencias de orientación sexual que la derecha. Un grupo norteamericano socialista, el Democratic Socialists of America, aprobó los derechos de gais y lesbianas dentro de la aprobación de las políticas de la Internacional Socialista, aunque el grupo no muestre abiertamente ese apoyo en su página oficial en Internet. El Socialist Party USA presentó de nuevo a David McReynolds a la presidencia en 2000.
En 2005, el Communist Party USA emitió un comunicado oficial en su convención nacional apoyando los derechos humanos LGBT y prometieron crear una comisión nacional del partido para tratar el asunto, aunque el partido no se disculpó por expulsar a hombres gais anteriormente..

### Europa
La mayoría de los grupos de izquierdas apoyan en la actualidad los derechos LGBT. Una rara excepción es el grupo marxista Neue Einheit, que mantiene una página web denunciando la homosexualidad y oponiéndose a los matrimonios entre personas del mismo sexo.

### Reino Unido
Grupos de izquierda y socialistas en Gran Bretaña apoyan en general los derechos LGBT. 
Existe alguna controversia sobre el grupo Respect - The Unity Coalition, un partido socialista nuevo cuyo liderazgo está dominado por trosquistas del Socialist Workers Party. En la convención del partido hubo alguna discusión sobre la falta de apoyo explícito para los derechos de los gays en el manifiesto. Algunos miembros del partido, junto con otros grupos de la izquierda británica, acusaron al liderazgo del partido de dar marcha atrás en los derechos gays para satisfacer las demandas de uno de los mayores financiadores del partido, Dr. Mohammed Naseem. Naseem es el fundador del Islamic Party of Britain y activistas LGBT y socialistas acusaron a la dirección de Respect de complacer la homofobia de los votantes musulmanes conservadores, en vez de trabajar con grupos musulmanes progresistas y defender los derechos de los musulmanes homosexuales. Naseem posteriormente afirmó que su posición sobre el tema era «estas cosas son cuestión de elección personal [...] no me preocupa lo que hagan las personas en su habitación.» En la conferencia de 2005, en presencia de Naseem, se pasó por unanimidad un voto de apoyo de los derechos LGBT y el partido incluye en su página web la posición oficial sobre el tema. Respect se dividió en 2007 y una de sus escisiones, el SWP, contribuyó con Left Alternative en una carroza en la manifestación del orgullo gay de Londres en 2008.

### España
El PSOE fue el partido que presentó al parlamento el proyecto de ley de matrimonios homosexuales y con su apoyo, y también el de IU y Esquerra Republicana de Catalunya, se aprobó en 2005, lográndose de esta forma la equiparación legal de derechos en España.

### Rusia
La edición en Internet de Pravda informó que la marcha del orgullo gay de Moscú en 2006 fue violentamente atacada por comunistas, además de patriotas de derechas y cristianos ortodoxos. El líder del Partido Comunista de la Federación Rusa, Guennadi Ziugánov, también condenó públicamente la marcha, afirmando que era una idea «poco saludable».

### India
Vimla Farooqi, de la Federación Nacional de Mujeres Indias, el ala femenia del Partido Comunista de la India, se opuso a una conferencia gay en Bombay en 1994, afirmando que la homosexualidad era una importación capitalista occidental. La All India Democratic Women's Association, la asociación de mujeres relacionado con el marxista Partido Comunista de la India, ha pedido que las relaciones homosexuales sean legalizadas. En 1996, un marxista,  H. Srikanth, afirmaba que la homosexualidad era una perversión decadente burguesa que los marxistas debían prohibir, intentar cambiar con tratamientos psiquiátricos y, si esto falla, «no debía dudar en emplear la fuerza contra el activismo homosexual»

### Oriente Medio
El socialismo panárabe en los países musulmanes de Oriente Medio ha considerado la homosexualidad como una enfermedad capitalista y una violación de las enseñanzas del Islam. Partidos socialistas y comunistas prefieren ignorar el asunto de los derechos LGBT, siendo los partidos comunistas obreros una rara excepción. Los gobiernos de Oriente Medio han sido tradicionalmente hostiles a la homosexualidad y la opinión pública mayoritaria tiende a apoyar este punto de vista.
En la República de Irak, el partido gobernante hasta 2003, el Partido Árabe Socialista Baaz, trataba la homosexualidad como un crimen bajo diversas leyes sobre la indecencia y la convirtieron en crimen capital en 2001. En Egipto, al igual que en Irak hasta 2001, el código penal no menciona la homosexualidad o la sodomía, pero se considera que la homosexualidad está condenado bajo las leyes contra el satanismo, el proselitismo de falsas religiones, la inmoralidad y la indecencia. La mayoría de los demás países de la región tienen leyes específicas prohibiendo las relaciones homosexuales.

### Nepal
El maoísta Partido Comunista de Nepal afirma que reclutan a homosexuales para sus fuerzas de guerrilleros. Sin embargo, de acuerdo a Human Rights Watch, en marzo de 2007, fuerzas nepalesas maoístas detuvieron a dos mujeres acusándolas de haber tenido relaciones sexuales e intentaron de reclutarlas por la fuerza.
El Partido Comunista de Nepal también ha empleado la violencia contra los homosexuales y sus familias, además de usar retórica anti-gay en público.

### Filipinas
El New People's Army, de tendencia comunista, apoyó el reconocimiento legal de matrimonios homosexuales el 4 de febrero de 2005. Dicha organización incluso realizó una boda entre dos guerrilleros. El gobierno cita este tipo de acciones como una prueba de que los guerrilleros comunistas no tienen moral, valores o creencia en Dios.

### México
Aunque la principal organización política LGBT de Juchitán de Zaragoza apoya al dominante Partido Revolucionario Institucional, el activista  muxe (tercer sexo) Amaranta Gómez Regalado hizo campaña como candidato al congreso de Oaxaca en 2003 con una plataforma de izquierdas, convirtiéndose en la primera transgénero en presentarse a unas elecciones en México. El Ejército Zapatista de Liberación Nacional, tiene en sus filas a personas de dichas orientaciones sexuales, donde son considerados y respetados.

### Perú
El principal partido de centroizquierda Alianza Popular Revolucionaria Americana, se reconoce así mismo como «aperturista» a los temas LGBT y que en sus filas existen varios homosexuales. De igual manera se argumentaba que el líder histórico de dicho partido Haya de la Torre era un «homosexual del clóset» Las agrupaciones terroristas de izquierda conocidas como Movimiento Revolucionario Túpac Amaru y Partido Comunista del Perú - Sendero Luminoso persiguieron la homosexualidad a nivel nacional durante la época del terrorismo y asesinaron cruelmente a muchos homosexuales en diversas ciudades del país. En la actualidad, la mayoría de organizaciones políticas de las izquierdas tales como el Frente Amplio, el movimiento Nuevo Perú y Juntos por el Perú reivindican los derechos LGBTI.